# دوري اسطنبول لكرة القدم 1929–30
دوري اسطنبول لكرة القدم 1929–30 (بالتركية: 1929-30 İstanbul Futbol Ligi)‏ هو موسم من دوري اسطنبول لكرة القدم ‏. فاز فيه نادي فناربخشه.